# Château La Mission Haut-Brion
Le château La Mission Haut-Brion est un domaine viticole situé à Talence en Gironde. Situé en AOC pessac-léognan, il est classé grand cru dans le classement des vins de Graves en 1953.

## Histoire du domaine

### Création
Le vignoble de château La Mission Haut-Brion remonte à la parcelle des Arregedhuys, propriété de Louis de Roustaing, seigneur de La Tour d’Esquivens au XVIe siècle. En 1540, Arnaud de Lestonnac, marchand bordelais, acquiert la terre et se maria à Marie de Pontac, dont la famille possède le Château Haut-Brion. Lestonnac est conscient du potentiel viticole des graves et agrandit son domaine au fil des années. En 1572, Pierre de Lestonnac, quatrième fils d’Arnaud, commence la construction d’un bâtiment viticole, entouré de neuf hectares de vignes.

### Œuvre des prêtres de La Mission
Sa fille Olive de Lestonnac lègue en 1650 une rente à des religieux qui devront faire œuvre chrétienne dans les campagnes bordelaises. Sa belle-fille Catherine de Mullet exécute la dernière volonté d’Olive et la rente est attribuée à la Congrégation des prêtres du Clergé, puis en 1682 aux prêtres de la Mission ou Lazaristes.
Dès leur arrivée à La Mission, les prêtres font œuvre de bâtisseurs : ils défrichent les taillis et les transforment en vignes, travaillent à l’amélioration de la qualité de leurs vins et bâtissent la chapelle « Notre-Dame d’Aubrion » en 1698. En 1713 commencent la modernisation des anciens bâtiments et la construction d’une belle demeure.
Pendant la Révolution française, en 1792, La Mission est confisquée et vendue aux enchères comme bien national à Martial-Victor Vaillant. La fille de Vaillant, Adélaïde-Marie Fleury, se soucie peu de La Mission et vend la propriété aux enchères à Célestin Chiapella en 1821.

### Développement vers le marché américain

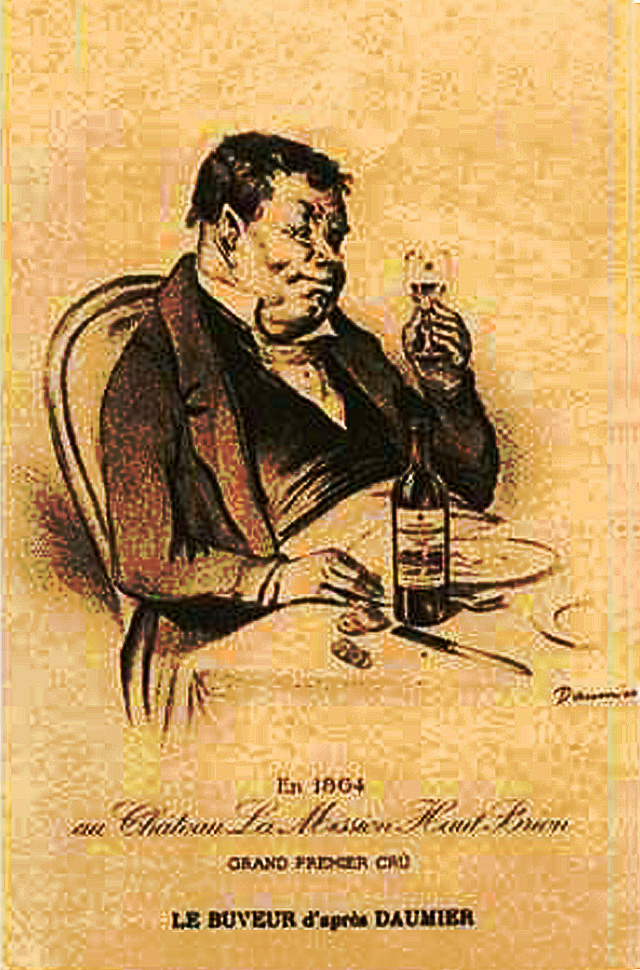
Honoré Daumier, publicité de 1864

Né à La Nouvelle-Orléans en Louisiane, Chiapella vient prendre sa retraite à La Mission Haut-Brion qui, bien que négligée par les Fleury, est encore une belle propriété. Les Chiapella entreprennent d’embellir leur lieu de retraite : ils font construire le portail en fer forgé et enclore le vignoble. Le bateau qui sert de girouette sur le toit du château est le modèle réduit de celui, symbolisant les liens entre la France et les États-Unis (il est encore visible dans la salle du chapitre). Les Chiapella entreprennent également de développer les ventes de château La Mission Haut-Brion aux États-Unis grâce à leurs liens familiaux en Louisiane. De là, les vins prennent la route vers les tables des Américains amateurs de vins de Bordeaux dont Thomas Jefferson, troisième président des États-Unis, en a introduit le goût dès le début du XIXe siècle. La qualité des vins de la Mission est d’ailleurs reconnue par une médaille d’Or à l’Exposition universelle de Londres en 1862.

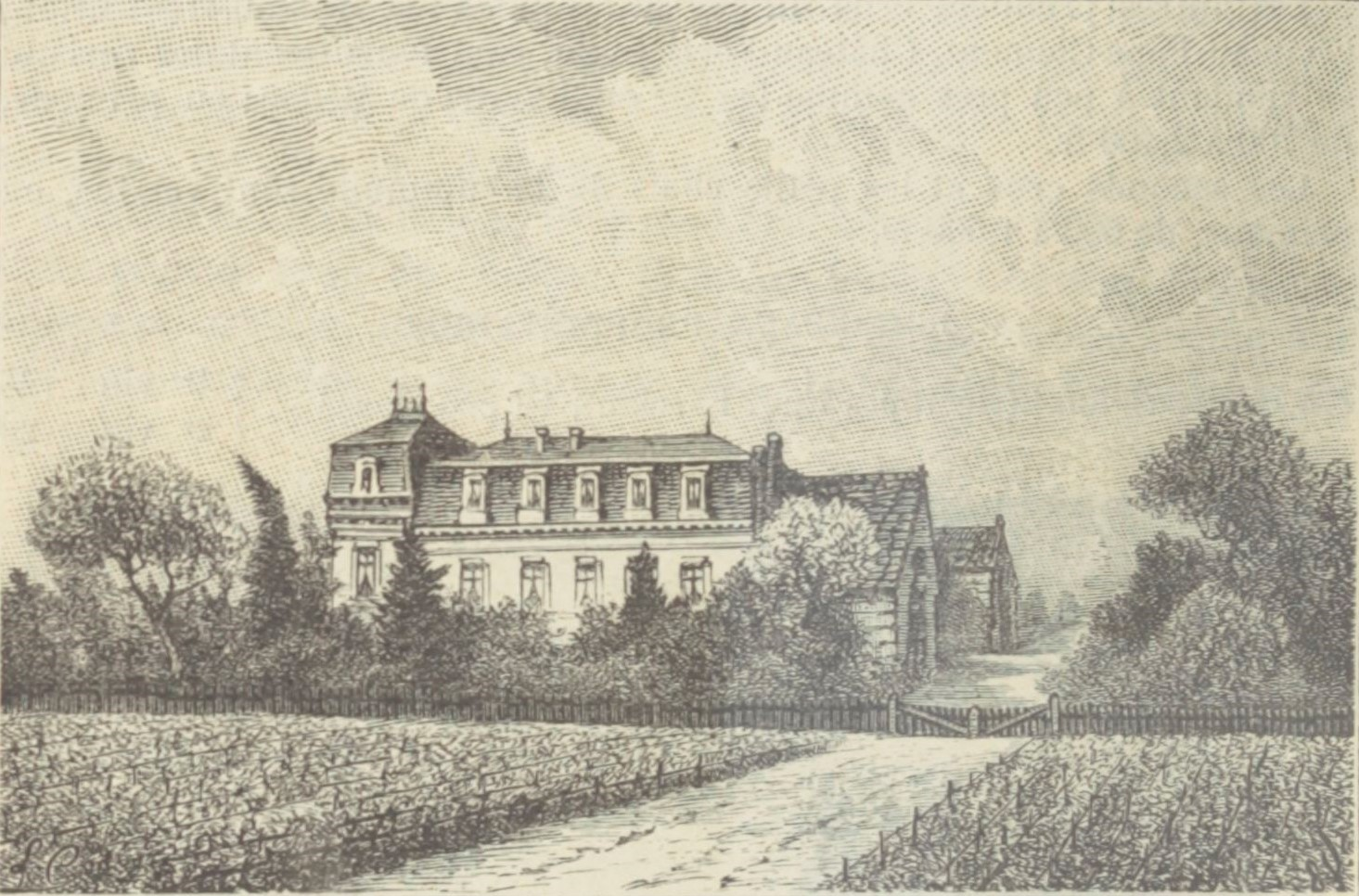
Illustration du Château La Mission Haut Brion en 1898.

À partir de 1884 et jusqu’en 1919, La Mission va changer souvent de mains : la société anonyme des établissements Duval de Paris en 1884, puis le négociant bordelais Ferdinand de Constans en 1895, puis un autre négociant Victor Coustau en 1903 et, enfin, les Woltner en 1919. Malgré ces changements répétés de propriétaires, les vins de La Mission restent assez chers : une bouteille de 1918 se vend 10 francs en 1922 alors que Lafite et Margaux n’en valent que 8 et Latour 9.

### Modernisation de La Mission par les Woltner
Pendant plus de soixante ans, la famille Woltner va embellir la propriété et moderniser l’outil de travail. C’est ainsi qu’ils introduisent les cuves en acier émaillé à revêtement intérieur vitrifié qui favorisent un meilleur contrôle de la température, ce qui est nouveau à Bordeaux. Par ailleurs, ils installent les arcades en métal fabriquées à Tolède le long de la façade du château. Enfin, ils inaugurent la tradition d’inscrire en lettres dorées les meilleurs millésimes de Château La Mission Haut-Brion au pied de la voûte de la chapelle.
Les enfants de Frédéric Woltner, Fernand, Henri et Madeleine, héritent de la propriété en 1933. Pendant la Seconde Guerre mondiale, des officiers allemands logent au château sans pillage des caves, par ailleurs fréquent dans le Bordelais durant cette période.
Au décès d’Henri Woltner en 1974, l’exploitation du château est reprise par un neveu par alliance, Francis Dewavrin. Grâce à son action, le succès des vins de Château La Mission Haut-Brion se développe aux États-Unis.
En 1983, les héritiers Woltner mettent en vente la propriété qui est alors acquise par le Domaine Clarence Dillon, propriétaire de son voisin château Haut-Brion.

### Famille Dillon
Sous la direction de Joan Dillon, duchesse de Mouchy, alors PDG du domaine Clarence Dillon, le château La Mission Haut-Brion est rénové en profondeur : pour le millésime 1987, un cuvier de haute technologie est inauguré ; en 1996, la chaîne de mise en bouteilles est installée et une nouvelle salle de dégustation ouverte dans l’ancien oratoire des moines. Les jardins à la française sont simplifiés ; les arcades et le portail remis en état. Le travail de la duchesse de Mouchy est maintenant poursuivi par son fils, Robert de Luxembourg qui, alors âgé de 15 ans, avait assisté à la signature de l’acte de vente du château à sa famille. 
Membre du Conseil d’administration dès 1997, Robert de Luxembourg continue la rénovation du château et de son outil de travail :  de nouveaux chais, une salle de dégustation aux panneaux de bois sculptés par des ébénistes italiens, un centre d’embouteillage et un espace de stockage sont construits. Par ailleurs un cloître a été édifié et de nouveaux jardins imaginés par Robert de Luxembourg.
Les travaux faits sur le vignoble ont permis l'amélioration de la qualité du vin du château La Mission Haut-Brion. En 2009, le site Liv-ex (London International Vintners Exchange) propose une révision du classement des bordeaux. Dans sa liste, il introduit le château La Mission Haut-Brion comme un potentiel premier cru classé aux côtés d'Haut-Brion, Margaux, Latour, Mouton et Lafite.
En octobre 2018, Domaine Clarence Dillon devient le douzième membre des Primum Familiæ Vini.

## Terroir
Le vignoble de château La Mission Haut-Brion s’étend sur 29 hectares, dont 25 hectares et 56 ares plantés en cépages noirs (merlot, cabernet sauvignon et cabernet franc) et 3 hectares et 56 ares en blanc (sémillon et sauvignon blanc).
Château La Mission Haut-Brion partage avec château Haut-Brion la grande terrasse de graves de Haut-Brion, enserrée par les ruisseaux du Peugue et du Serpent. Les graves sont constituées de différentes variétés de quartz. Le sous-sol est de nature argilo-sableuse.
La densité de plantation est de 10 000 pieds à l’hectare,  densité usuelle du bordelais.

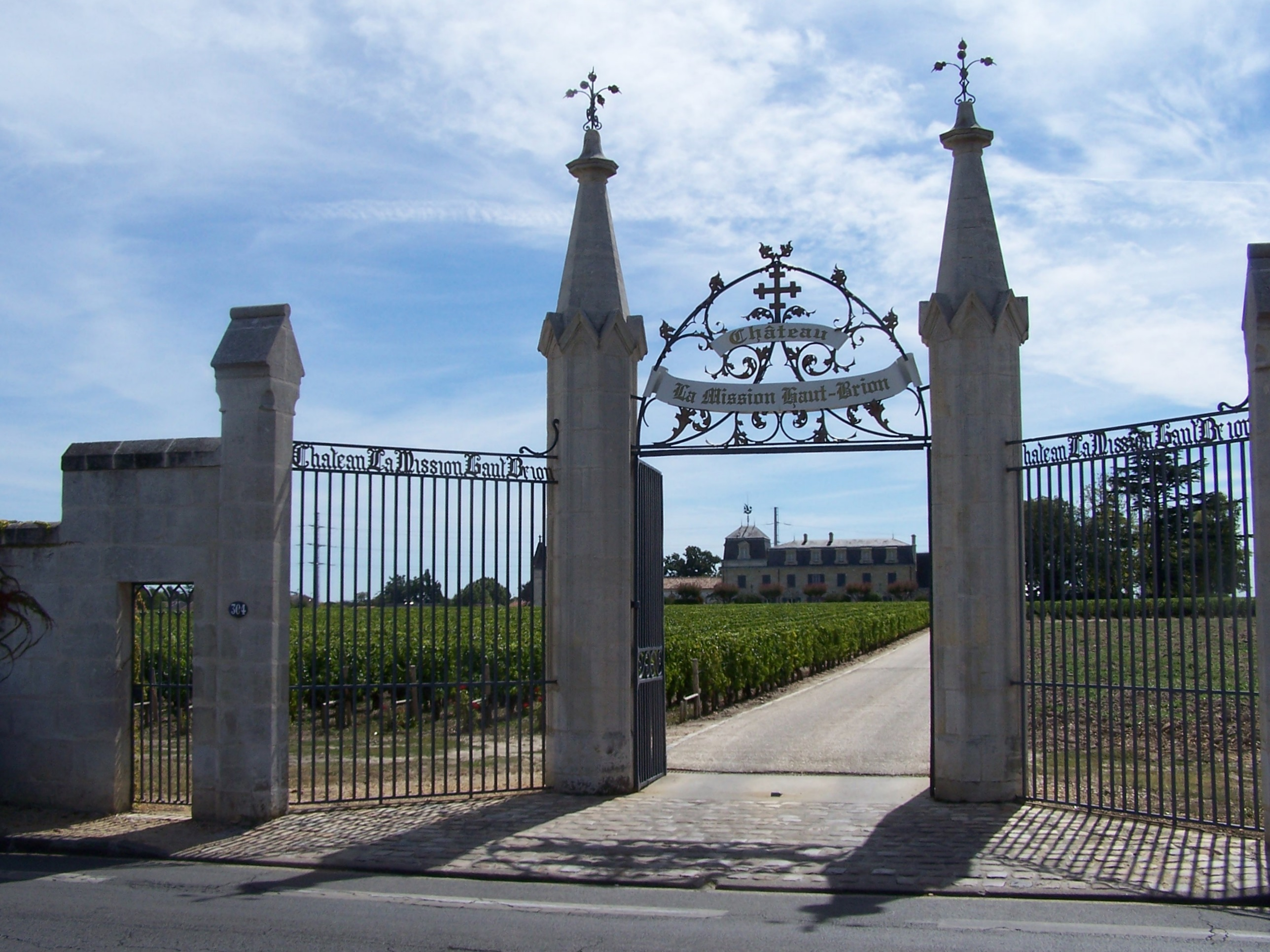
L'entrée du domaine.

## Vins
- Château La Mission Haut-Brion rouge : la vendange est manuelle avec tri sur les remorques. Les vins passent ensuite en cuves inox de 180 hectolitres thermorégulées et vieillissent ensuite dans des barriques (neuves à 80 %) pendant 18 à 22 mois. L'assemblage est constitué de merlot, cabernet franc et cabernet sauvignon. La production est de 6 à 7000 caisses par an.
- La Chapelle de La Mission Haut-Brion est le second vin de château La Mission Haut-Brion rouge. Depuis l’arrêt de Château La Tour Haut-Brion en 2005, les assemblages de La Chapelle de La Mission Haut-Brion incluent La Tour Haut-Brion.
- Château La Mission Haut-Brion blanc (anciennement Château Laville Haut-Brion) : successivement dénommé Château La Mission Haut-Brion blanc de 1927 à 1930, « Château Laville – Terroir de Haut-Brion » à partir de 1931 et, enfin, Château Laville Haut-Brion en 1934. À partir du millésime 2009, château La Mission Haut-Brion blanc retrouve son nom d’origine. Dans l’assemblage, le cépage sémillon domine largement avec près de 80 %, ce qui fait l’originalité de ce vin blanc de Bordeaux. Sa production est de 650 à 850 caisses/an.
- La Clarté de Haut-Brion (anciennement Les Plantiers du Haut-Brion). C’est le second vin de Château La Mission Haut-Brion blanc et de Château Haut-Brion blanc. Depuis le millésime 2009, il se nomme La Clarté de Haut-Brion.
- Château La Tour Haut-Brion : sa production s’est arrêtée au millésime 2005. Toutefois, des millésimes antérieurs restent disponibles.